# Deltocyathidae
Famille
Les Deltocyathidae sont une famille de scléractiniaires (coraux durs dits « coraux bâtisseurs » de récifs).

## Liste des genres
Selon World Register of Marine Species (12 février 2019) :
- genre Deltocyathus Milne Edwards & Haime, 1848